# اندیس گازاویر
گازاویر یک اندیس فلزی است که در حوالی شهر فرومد استان خراسان قرار دارد و مادهٔ معدنی موجود در آن، کرومیت است.  